# Црн-Камен
Црн-Камен (макед. Црн камен) — село в Республике Македония, входит в общину Виница.
Село к северо-востоку от административного центра общины — города Виница, на кратчайшем, но непроезжем, пути связывающем Виницу, с городом Делчево. Высота над уровнем моря — 660 м.